# Les Fredaines de Pierrette
Pour plus de détails, voir Fiche technique et Distribution.
Les Fredaines de Pierrette est un film français réalisé par Alice Guy en 1900.

## Synopsis
Enregistrement d'une pantomime en partie dansée dans laquelle interviennent un Pierrot et un Arlequin féminin de fantaisie.

## Analyse
Il s'agit d'un fragment d'un numéro de music-hall non identifié à ce jour (2008).

## Fiche technique
- Titre : Les Fredaines de Pierrette
- Titre alternatif : Le Départ d'Arlequin et de Pierrette
- Réalisation : Alice Guy
- Société de production : Société L. Gaumont et compagnie
- Pays d'origine :  France
- Genre :  Film documentaire
- Durée : 2 minutes (durée du fragment connu à ce jour — 2008 —)
- Date de sortie : 1900
- Licence : Domaine public

## Autour du film
La partie de film subsistant est colorée à la main à l'aide de pochoirs.

En guise de copyright, on voit apparaître, dans la partie du film mettant en scène le Pierrot, un panonceau « Elgé - Paris » - Elgé, bien sûr pour Léon Gaumont.